# Andamarca (Ingavi)
Andamarca (auch: Antamarca Pampa) ist eine Streusiedlung im Departamento La Paz im südamerikanischen Anden-Staat Bolivien.

## Lage im Nahraum
Die Ortschaft Andamarca ist der fünftgrößte Ort des Kanton Guaqui im gleichnamigen Municipio Guaqui und liegt in der Provinz Ingavi auf einer Höhe von 3893 m, zwölf Kilometer südöstlich vom Titicacasee. Direkt am See liegt Puerto Guaqui, wichtigster bolivianischer Hafen am Titicacasee und im südlichen Seeabschnitt Wiñaymarka gelegen.

## Geographie
Andamarca liegt zwischen den Anden-Gebirgsketten der Cordillera Occidental und der Cordillera Oriental im andinen Trockenklima des Altiplano und war in den vergangenen drei Jahrtausenden von deutlichen Wasserspiegel-Schwankungen des Sees betroffen. Das Klima ist ein typisches Tageszeitenklima, bei dem die Temperaturunterschiede im Tagesverlauf deutlicher ausfallen als im Jahresverlauf.
Die Jahresdurchschnittstemperatur beträgt knapp 8 °C (siehe Klimadiagramm Desaguadero), die Monatswerte schwanken nur unwesentlich zwischen 5 °C im Juni/Juli und 9 °C von November bis März. Der mittlere Jahresniederschlag beträgt etwa 670 mm und fällt vor allem in den Monaten Dezember bis März mit monatlich 100 bis 150 mm, von Mai bis August herrscht eine Trockenzeit mit Monatsniederschlägen unter 15 mm.

## Verkehrsnetz
Andamarca liegt in einer Entfernung von 86 Straßenkilometern westlich der Hauptstadt des Departamentos, La Paz.
Von La Paz führt die asphaltierte Nationalstraße Ruta 2 in westlicher Richtung 13 Kilometer bis El Alto, von dort die Ruta 1 über 72 Kilometer nach Südwesten über Laja und Tiawanacu weiter nach Guaqui. Acht Kilometer westlich des Abzweigs nach Tiawanacu zweigt von der Ruta 1 eine unbefestigte Landstraße nach Süden ab und erreicht das Zentrum von Andamarca mit seiner Krankenstation nach vier Kilometern.

## Bevölkerung
Die Einwohnerzahl der Ortschaft ist in dem Jahrzehnt zwischen den beiden letzten Volkszählungen um etwa ein Sechstel angestiegen:
| Jahr | Einwohner         | Quelle       |
| ---- | ----------------- | ------------ |
| 1992 | keine Detaildaten | Volkszählung |
| 2001 | 465               | Volkszählung |
| 2012 | 527               | Volkszählung |
| 2024 |                   | Volkszählung |

Die Region weist einen hohen Anteil an Aymara-Bevölkerung auf, im Municipio Guaqui sprechen 87,9 Prozent der Bevölkerung Aymara.